# Fischerotrephinae
Fischerotrephinae is een onderfamilie van de familie Helotrephidae uit de onderorde van de wantsen. De familie werd voor het eerst wetenschappelijk beschreven door Zettel in 1994.

## Taxonomie
De onderfamilie is monotypisch en bevat alleen het volgende geslacht:

- Fischerotrephes Zettel, 1994